# ウィンブルドン選手権女子ダブルス優勝者一覧
ウィンブルドン選手権女子ダブルス優勝者一覧（ウィンブルドンせんしゅけんじょしダブルスゆうしょうしゃいちらん）は、ウィンブルドン選手権女子ダブルスにおける優勝者の一覧である。
- ウィンブルドン選手権の女子ダブルスは1899年から始まったが、男女シングルスや男子ダブルスと並んで大会の公式競技に加えられたのは1913年以後であり、ウィンブルドン選手権公式サイトには1913年以後の記録が記載されている。それ以前の女子ダブルス競技は“Non-Championship Event”（選手権公認外競技）と呼ばれ、現在はウィンブルドン選手権の公式記録に数えられない。

| 年          | 優勝者                                                            | 準優勝者                                                          | 試合結果 （スコア） | 備考                                               |
| ----------- | ----------------------------------------------------------------- | ----------------------------------------------------------------- | ------------------- | -------------------------------------------------- |
| 1899年      | ブランチ・ビングリー・ヒルヤード バーサ・スティードマン           | ルース・ダーラッチャー アリス・シンプソン・ピカリング             | 6-4 2-6 6-4         | 非公式の“Non-Championship Event”として開始         |
| 1900年      | ミュリエル・ロブ アリス・シンプソン・ピカリング                   | ブランチ・ビングリー・ヒルヤード ルイーズ・マーチン               | 2-6 6-4 6-4         |                                                    |
| 1901年      | ブランチ・ビングリー・ヒルヤード シャーロット・クーパー・ステリー | アダムズ アリス・シンプソン・ピカリング                           | 6-3 6-0             |                                                    |
| 1902年      | シャーロット・クーパー・ステリー アグネス・モートン               | ヒルダ・レーン コンスタンス・ウィルソン                           | 不戦勝              |                                                    |
| 1903年      | ドロテア・ダグラス アリス・シンプソン・ピカリング                 | ヒルダ・レーン コンスタンス・ウィルソン                           | 6-2 6-1             |                                                    |
| 1904年      | エセル・トムソン ウィニフレッド・ロングハースト                   | シャーロット・クーパー・ステリー ドロテア・ダグラス               | 6-4 3-6 7-5         |                                                    |
| 1905年      | エセル・トムソン ウィニフレッド・ロングハースト                   | メイ・サットン アグネス・モートン                                 | 6-3 6-3             |                                                    |
| 1906年      | ブランチ・ビングリー・ヒルヤード メイ・サットン                   | シャーロット・クーパー・ステリー アグネス・モートン               | 10-8 6-4            |                                                    |
| 1907年      | ドロテア・ダグラス・チェンバース コンスタンス・ウィルソン         | シャーロット・クーパー・ステリー アグネス・モートン               | 7-9 6-3 6-2         |                                                    |
| 1908年-12年 | 部門実施なし                                                      | 部門実施なし                                                      | 部門実施なし        | 部門実施なし                                       |
| 1913年      | ウィニフレッド・マクネアー ドラ・ブースビー                       | ドロテア・ダグラス・チェンバース シャーロット・クーパー・ステリー | 4-6 2-4 （棄権）    | 女子ダブルスがウィンブルドン選手権の正式競技になる |
| 1914年      | アグネス・モートン エリザベス・ライアン                           | エディット・ハンナム エセル・トムソン・ラーコム                   | 6-1 6-3             |                                                    |
| 1915年-18年 | 大会開催なし                                                      | 大会開催なし                                                      | 大会開催なし        | 大会開催なし                                       |
| 1919年      | スザンヌ・ランラン エリザベス・ライアン                           | ドロテア・ダグラス・チェンバース エセル・トムソン・ラーコム       | 4-6 7-5 6-3         |                                                    |
| 1920年      | スザンヌ・ランラン エリザベス・ライアン                           | ドロテア・ダグラス・チェンバース エセル・トムソン・ラーコム       | 6-4 6-0             |                                                    |
| 1921年      | スザンヌ・ランラン エリザベス・ライアン                           | アイリーン・ピーコック ジェラルディン・ビーミッシュ               | 6-1 6-2             |                                                    |
| 1922年      | スザンヌ・ランラン エリザベス・ライアン                           | キティ・マッケイン マーガレット・マッケイン・ストックス           | 6-0 6-4             |                                                    |
| 1923年      | スザンヌ・ランラン エリザベス・ライアン                           | ジョーン・オースチン イブリン・コリヤー                           | 6-3 6-1             |                                                    |
| 1924年      | ヘレン・ウィルス ヘイゼル・ホッチキス・ワイトマン                 | キティ・マッケイン フィリス・コベル                               | 6-4 6-4             |                                                    |
| 1925年      | スザンヌ・ランラン エリザベス・ライアン                           | キャスリーン・ブリッジ メアリー・マキルカム                       | 6-2 6-2             |                                                    |
| 1926年      | メアリー・ブラウン エリザベス・ライアン                           | キティ・ゴッドフリー イブリン・コリヤー                           | 6-1 6-1             |                                                    |
| 1927年      | ヘレン・ウィルス エリザベス・ライアン                             | アイリーン・ピーコック ボビー・ハイネ                             | 6-3 6-2             |                                                    |
| 1928年      | フィービ・ワトソン ペギー・ソーンダース                           | アイリーン・ベネット アーミントルード・ハーベイ                   | 6-2 6-3             |                                                    |
| 1929年      | フィービ・ワトソン ペギー・ソーンダース                           | ドロシー・シェパード＝バロン フィリス・コベル                     | 6-4 8-6             |                                                    |
| 1930年      | ヘレン・ウィルス・ムーディ エリザベス・ライアン                   | エディット・クロス サラ・ポールフリー                             | 6-2 9-7             |                                                    |
| 1931年      | ドロシー・シェパード＝バロン フィリス・マドフォード               | ドリス・メタクサ ヨサンヌ・シガール                               | 3-6 6-3 6-4         |                                                    |
| 1932年      | ドリス・メタクサ ヨサンヌ・シガール                               | ヘレン・ジェイコブス エリザベス・ライアン                         | 6-4 6-3             |                                                    |
| 1933年      | シモーヌ・マチュー エリザベス・ライアン                           | フレダ・ジェームズ ビリー・ヨーク                                 | 6-2 9-11 6-4        |                                                    |
| 1934年      | シモーヌ・マチュー エリザベス・ライアン                           | ドロシー・アンドルース シルビ・アンロタン                         | 6-3 6-3             |                                                    |
| 1935年      | フレダ・ジェームズ ケイ・スタマーズ                               | シモーヌ・マチュー ヒルデ・スパーリング                           | 6-1 6-4             |                                                    |
| 1936年      | フレダ・ジェームズ ケイ・スタマーズ                               | サラ・ポールフリー ヘレン・ジェイコブス                           | 6-2 6-1             |                                                    |
| 1937年      | シモーヌ・マチュー ビリー・ヨーク                                 | フィリス・キング エルシー・ピットマン                             | 6-3 6-3             |                                                    |
| 1938年      | サラ・ポールフリー アリス・マーブル                               | シモーヌ・マチュー ビリー・ヨーク                                 | 6-2 6-3             |                                                    |
| 1939年      | サラ・ポールフリー アリス・マーブル                               | ヘレン・ジェイコブス ビリー・ヨーク                               | 6-1 6-0             |                                                    |
| 1940年-45年 | 大会開催なし                                                      | 大会開催なし                                                      | 大会開催なし        | 大会開催なし                                       |
| 1946年      | ルイーズ・ブラフ マーガレット・オズボーン                         | ドリス・ハート ポーリーン・ベッツ                                 | 6-3 2-6 6-3         |                                                    |
| 1947年      | ドリス・ハート パトリシア・カニング・トッド                       | ルイーズ・ブラフ マーガレット・オズボーン                         | 3-6 6-4 7-5         |                                                    |
| 1948年      | ルイーズ・ブラフ マーガレット・オズボーン・デュポン               | ドリス・ハート パトリシア・カニング・トッド                       | 6-3 3-6 6-3         |                                                    |
| 1949年      | ルイーズ・ブラフ マーガレット・オズボーン・デュポン               | ガートルード・モラン パトリシア・カニング・トッド                 | 8-6 7-5             |                                                    |
| 1950年      | ルイーズ・ブラフ マーガレット・オズボーン・デュポン               | ドリス・ハート シャーリー・フライ                                 | 6-4 5-7 6-1         |                                                    |
| 1951年      | ドリス・ハート シャーリー・フライ                                 | ルイーズ・ブラフ マーガレット・オズボーン・デュポン               | 6-3 13-11           |                                                    |
| 1952年      | ドリス・ハート シャーリー・フライ                                 | ルイーズ・ブラフ モーリーン・コノリー                             | 8-6 6-3             |                                                    |
| 1953年      | ドリス・ハート シャーリー・フライ                                 | ジュリア・サンプソン モーリーン・コノリー                         | 6-0 6-0             |                                                    |
| 1954年      | ルイーズ・ブラフ マーガレット・オズボーン・デュポン               | ドリス・ハート シャーリー・フライ                                 | 4-6 9-7 6-3         |                                                    |
| 1955年      | アンジェラ・モーティマー アン・シルコック                         | シャーリー・ブルーマー パトリシア・ウォード                       | 7-5 6-1             |                                                    |
| 1956年      | アリシア・ギブソン アンジェラ・バクストン                         | フェイ・ミュラー ダフネ・シーニー                                 | 6-1 8-6             |                                                    |
| 1957年      | アリシア・ギブソン ダーリーン・ハード                             | テルマ・コイン・ロング メアリー・ベヴィス・ホートン               | 6-1 6-2             |                                                    |
| 1958年      | アリシア・ギブソン マリア・ブエノ                                 | マーガレット・バーナー マーガレット・オズボーン・デュポン         | 6-3 7-5             |                                                    |
| 1959年      | ダーリーン・ハード ジーン・アース                                 | クリスティン・トルーマン ベバリー・フライツ                       | 2-6 6-2 6-3         |                                                    |
| 1960年      | ダーリーン・ハード マリア・ブエノ                                 | サンドラ・レイノルズ レネ・シュールマン                           | 6-4 6-0             |                                                    |
| 1961年      | ビリー・ジーン・モフィット カレン・ハンツェ                       | マーガレット・スミス ジャン・レヘイン                             | 6-3 6-4             |                                                    |
| 1962年      | ビリー・ジーン・モフィット カレン・サスマン                       | サンドラ・レイノルズ レネ・シュールマン                           | 5-7 6-3 7-5         |                                                    |
| 1963年      | ダーリーン・ハード マリア・ブエノ                                 | マーガレット・スミス ロビン・エバーン                             | 8-6 9-7             |                                                    |
| 1964年      | マーガレット・スミス レスリー・ターナー                           | ビリー・ジーン・モフィット カレン・サスマン                       | 7-5 6-2             |                                                    |
| 1965年      | ビリー・ジーン・モフィット マリア・ブエノ                         | フランソワーズ・デュール ジャニヌ・リーフリッヒ                   | 6-2 7-5             |                                                    |
| 1966年      | ナンシー・リッチー マリア・ブエノ                                 | マーガレット・スミス ジュディ・テガート・ドールトン               | 6-3 4-6 6-4         |                                                    |
| 1967年      | ビリー・ジーン・キング ロージー・カザルス                         | ナンシー・リッチー マリア・ブエノ                                 | 9-11 6-4 6-2        |                                                    |
| 1968年      | ビリー・ジーン・キング ロージー・カザルス                         | フランソワーズ・デュール アン・ヘイドン＝ジョーンズ               | 3-6 6-4 7-5         | この年からオープン化、プロ選手解禁                 |
| 1969年      | マーガレット・スミス・コート ジュディ・テガート・ドールトン       | パティ・ホーガン マーガレット・ミシェル                           | 9-7 6-2             |                                                    |
| 1970年      | ビリー・ジーン・キング ロージー・カザルス                         | フランソワーズ・デュール バージニア・ウェード                     | 6-2 6-3             |                                                    |
| 1971年      | ビリー・ジーン・キング ロージー・カザルス                         | マーガレット・スミス・コート イボンヌ・グーラゴング               | 6-3 6-2             |                                                    |
| 1972年      | ビリー・ジーン・キング ベティ・ストーブ                           | フランソワーズ・デュール ジュディ・テガート・ドールトン           | 6-2 4-6 6-3         |                                                    |
| 1973年      | ビリー・ジーン・キング ロージー・カザルス                         | フランソワーズ・デュール ベティ・ストーブ                         | 6-1 4-6 7-5         |                                                    |
| 1974年      | マーガレット・ミシェル イボンヌ・グーラゴング                     | ヘレン・グーレイ カレン・クランツケ                               | 2-6 6-4 6-3         |                                                    |
| 1975年      | 沢松和子 アン清村                                                 | フランソワーズ・デュール ベティ・ストーブ                         | 7-5 1-6 7-5         | 沢松和子が日本人女性初の4大大会優勝                |
| 1976年      | クリス・エバート マルチナ・ナブラチロワ                           | ビリー・ジーン・キング ベティ・ストーブ                           | 6-1 3-6 7-5         |                                                    |
| 1977年      | ヘレン・グーレイ・コーリー ジョアン・ラッセル                     | マルチナ・ナブラチロワ ベティ・ストーブ                           | 6-3 6-3             |                                                    |
| 1978年      | ウェンディ・ターンブル ケリー・レイド                             | ミマ・ヤウソベッツ バージニア・ルジッチ                           | 4-6 9-8 6-3         |                                                    |
| 1979年      | ビリー・ジーン・キング マルチナ・ナブラチロワ                     | ウェンディ・ターンブル ベティ・ストーブ                           | 5-7 6-3 6-2         |                                                    |
| 1980年      | キャシー・ジョーダン アン・スミス                                 | ウェンディ・ターンブル ロージー・カザルス                         | 4-6 7-5 6-1         |                                                    |
| 1981年      | マルチナ・ナブラチロワ パム・シュライバー                         | キャシー・ジョーダン アン・スミス                                 | 6-3 7-6             |                                                    |
| 1982年      | マルチナ・ナブラチロワ パム・シュライバー                         | キャシー・ジョーダン アン・スミス                                 | 6-4 6-1             |                                                    |
| 1983年      | マルチナ・ナブラチロワ パム・シュライバー                         | ウェンディ・ターンブル ロージー・カザルス                         | 6-2 6-2             |                                                    |
| 1984年      | マルチナ・ナブラチロワ パム・シュライバー                         | キャシー・ジョーダン アン・スミス                                 | 6-3 6-4             | ナブラチロワ&シュライバー組の年間グランドスラム    |
| 1985年      | キャシー・ジョーダン エリザベス・スマイリー                       | マルチナ・ナブラチロワ パム・シュライバー                         | 6-1 6-3             |                                                    |
| 1986年      | マルチナ・ナブラチロワ パム・シュライバー                         | ウェンディ・ターンブル ハナ・マンドリコワ                         | 6-1 6-3             |                                                    |
| 1987年      | ヘレナ・スコバ クラウディア・コーデ＝キルシュ                     | ベッツィ・ナゲルセン エリザベス・スマイリー                       | 7-5 7-5             |                                                    |
| 1988年      | シュテフィ・グラフ ガブリエラ・サバティーニ                       | ラリサ・サブチェンコ ナターシャ・ズベレワ                         | 6-3 1-6 12-10       |                                                    |
| 1989年      | ヘレナ・スコバ ヤナ・ノボトナ                                     | ラリサ・サブチェンコ ナターシャ・ズベレワ                         | 6-1 6-2             |                                                    |
| 1990年      | ヘレナ・スコバ ヤナ・ノボトナ                                     | キャシー・ジョーダン エリザベス・スマイリー                       | 6-3 6-4             |                                                    |
| 1991年      | ラリサ・ネーランド ナターシャ・ズベレワ                           | ジジ・フェルナンデス ヤナ・ノボトナ                               | 6-4 3-6 6-4         |                                                    |
| 1992年      | ジジ・フェルナンデス ナターシャ・ズベレワ                         | ラリサ・ネーランド ヤナ・ノボトナ                                 | 6-4 6-1             |                                                    |
| 1993年      | ジジ・フェルナンデス ナターシャ・ズベレワ                         | ラリサ・ネーランド ヤナ・ノボトナ                                 | 6-4 6-7 6-4         |                                                    |
| 1994年      | ジジ・フェルナンデス ナターシャ・ズベレワ                         | アランチャ・サンチェス・ビカリオ ヤナ・ノボトナ                   | 6-4 6-1             |                                                    |
| 1995年      | アランチャ・サンチェス・ビカリオ ヤナ・ノボトナ                   | ジジ・フェルナンデス ナターシャ・ズベレワ                         | 5-7 7-5 6-4         |                                                    |
| 1996年      | マルチナ・ヒンギス ヘレナ・スコバ                                 | ラリサ・ネーランド メレディス・マグラス                           | 5-7 7-5 6-1         |                                                    |
| 1997年      | ジジ・フェルナンデス ナターシャ・ズベレワ                         | ニコル・アレント マノン・ボーラグラフ                             | 7-6 6-4             |                                                    |
| 1998年      | マルチナ・ヒンギス ヤナ・ノボトナ                                 | リンゼイ・ダベンポート ナターシャ・ズベレワ                       | 6-3 3-6 8-6         |                                                    |
| 1999年      | リンゼイ・ダベンポート コリーナ・モラリュー                       | マリアン・デスウォート エレナ・タタルコワ                         | 6-4 6-4             |                                                    |
| 2000年      | ビーナス・ウィリアムズ セリーナ・ウィリアムズ                     | 杉山愛 ジュリー・アラール＝デキュジス                             | 6-3 6-2             |                                                    |
| 2001年      | リサ・レイモンド レネ・スタブス                                   | 杉山愛 キム・クライシュテルス                                     | 6-4 6-3             |                                                    |
| 2002年      | ビーナス・ウィリアムズ セリーナ・ウィリアムズ                     | ビルヒニア・ルアノ・パスクアル パオラ・スアレス                   | 6-2 7-5             |                                                    |
| 2003年      | 杉山愛 キム・クライシュテルス                                     | ビルヒニア・ルアノ・パスクアル パオラ・スアレス                   | 6-4 6-4             |                                                    |
| 2004年      | カーラ・ブラック レネ・スタブス                                   | 杉山愛 リーゼル・フーバー                                         | 6-3 7-6             |                                                    |
| 2005年      | カーラ・ブラック リーゼル・フーバー                               | スベトラーナ・クズネツォワ アメリ・モレスモ                       | 6-2 6-1             |                                                    |
| 2006年      | 鄭潔 晏紫                                                         | ビルヒニア・ルアノ・パスクアル パオラ・スアレス                   | 6-3 3-6 6-2         |                                                    |
| 2007年      | カーラ・ブラック リーゼル・フーバー                               | 杉山愛 カタリナ・スレボトニク                                     | 3-6 6-3 6-2         |                                                    |
| 2008年      | ビーナス・ウィリアムズ セリーナ・ウィリアムズ                     | リサ・レイモンド サマンサ・ストーサー                             | 6-2 6-2             |                                                    |
| 2009年      | ビーナス・ウィリアムズ セリーナ・ウィリアムズ                     | レネ・スタブス サマンサ・ストーサー                               | 7-6 6-4             |                                                    |
| 2010年      | バニア・キング ヤロスラワ・シュウェドワ                           | エレーナ・ベスニナ ベラ・ズボナレワ                               | 7-6 6-2             |                                                    |
| 2011年      | クベタ・ペシュケ カタリナ・スレボトニク                           | ザビーネ・リシキ サマンサ・ストーサー                             | 6-3 6-1             |                                                    |
| 2012年      | セリーナ・ウィリアムズ ビーナス・ウィリアムズ                     | アンドレア・フラバーチコバ ルーシー・ハラデツカ                   | 7-5 6-4             |                                                    |
| 2013年      | 謝淑薇 彭帥                                                       | アシュリー・バーティ ケーシー・デラクア                           | 7-6 6-1             |                                                    |
| 2014年      | サラ・エラニ ロベルタ・ビンチ                                     | ティメア・バボシュ クリスティナ・ムラデノビッチ                   | 6-1 6-3             | エラニ&ビンチ組がキャリア4冠を達成                 |
| 2015年      | マルチナ・ヒンギス サニア・ミルザ                                 | エカテリーナ・マカロワ エレーナ・ベスニナ                         | 5-7 7-6 7-5         |                                                    |
| 2016年      | セリーナ・ウィリアムズ ビーナス・ウィリアムズ                     | ティメア・バボシュ ヤロスラワ・シュウェドワ                       | 6-3 6-4             |                                                    |
| 2017年      | エカテリーナ・マカロワ エレーナ・ベスニナ                         | 詹皓晴 モニカ・ニクレスク                                         | 6-0 6-0             |                                                    |
| 2018年      | バルボラ・クレチコバ カテリナ・シニアコバ                         | ニコール・メリチャー クベタ・ペシュケ                             | 6-4 4-6 6-0         |                                                    |
| 2019年      | 謝淑薇 バルボラ・ストリコバ                                       | ガブリエラ・ダブロウスキー 徐一幡                                 | 6-2 6-4             |                                                    |
| 2020年      | 大会開催なし                                                      | 大会開催なし                                                      | 大会開催なし        | 大会開催なし                                       |
| 2021年      | 謝淑薇 エリーズ・メルテンス                                       | ベロニカ・クデルメトワ エレーナ・ベスニナ                         | 3-6 7-5 9-7         |                                                    |
| 2022        | バルボラ・クレイチコバ カテリナ・シニャコバ                       | エリーズ・メルテンス 張帥                                         | 6-2, 6-4            |                                                    |
| 2023年      | 謝淑薇 バルボラ・ストリコバ                                       | ストーム・ハンター エリーズ・メルテンス                           | 7-5 6-4             |                                                    |
| 2024年      | テーラー ・タウンゼント カテリナ・シニャコバ                      | ガブリエラ・ダブロウスキー エリン・ルーリフ                       | 7-6 (7–5), 7-6(7–1) |                                                    |
| 2028年      | ベロニカ・クデルメトバ エリーズ・メルテンス                       | 謝淑薇 エレナ・オスタペンコ                                       | 3-6 ,6-2,6-4        |                                                    |